# إدموند بوفورت (دوق سومرست الرابع)
إدموند بوفورت، دوق سومرست الرابع (بالإنجليزية: Edmund Beaufort, 4th Duke of Somerset)‏ كان نبيلاً إنجليزياً وقائداًً لجيش أسرة لانكاستر في حرب الوردتين. أعدم في توكسبوري بعد هزيمته في معركة توكسبوري. بوقت قصير من موته أعدم أيضاً هنري السادس . لم يكن لإدموند من يخلفه ليكون وريثاً من أسرة لانكاستر من بعده لذا تحولت جميع ألقابه إلى قريبته مارغريت بوفورت و ابنها هنري تيودور كوريث لعرش أسرة لانكاستر.